# Première circonscription des Hautes-Alpes
La première circonscription des Hautes-Alpes est l'une des deux circonscriptions législatives que compte le département français des Hautes-Alpes (05), situé en région Provence-Alpes-Côte d'Azur. Elle est représentée à l'Assemblée nationale lors de la XVIIe législature de la Cinquième République par Marie-José Allemand, députée du Parti socialiste.

## Description géographique et démographique

### De 1958 à 1986

Carte de la première circonscription des Hautes-Alpes de 1958 à 2012

La première circonscription des Hautes-Alpes était composée de :
- Canton d'Aspres-sur-Buëch
- Canton de Barcillonnette
- Canton de la Bâtie-Neuve
- Canton de Chorges
- Canton de Gap
- Canton de Laragne-Montéglin
- Canton d'Orpierre
- Canton de Ribiers
- Canton de Rosans
- Canton de Saint-Étienne-en-Dévoluy
- Canton de Serres
- Canton de Tallard
- Canton de Veynes

### Depuis 1988
La première circonscription des Hautes-Alpes est délimitée par le découpage électoral élaboré lors du redécoupage des circonscriptions législatives françaises de 1986
. Couvrant la moitié sud-ouest du département, elle regroupe les divisions administratives suivantes :
- Canton d'Aspres-sur-Buëch
- Canton de Barcillonnette
- Canton de La Bâtie-Neuve
- Canton de Chorges (jusqu'en 2010)
- Canton de Gap-Campagne
- Canton de Gap-Centre
- Canton de Gap-Nord-Est
- Canton de Gap-Nord-Ouest
- Canton de Gap-Sud-Est
- Canton de Gap-Sud-Ouest
- Canton de Laragne-Montéglin
- Canton d'Orpierre
- Canton de Ribiers
- Canton de Rosans
- Canton de Saint-Étienne-en-Dévoluy
- Canton de Serres
- Canton de Tallard
- Canton de Veynes

D'après le recensement général de la population en 1999, réalisé par l'Institut national de la statistique et des études économiques (INSEE), la population totale de cette circonscription est de 68 775 habitants,.

## Historique des députations
| Législature | Début de mandat | Fin de mandat     | Député                 | Parti politique  | Observations |
| ----------- | --------------- | ----------------- | ---------------------- | ---------------- | --- |
| Ire         | 9 décembre 1958 | 9 octobre 1962    | Robert Lecourt         | MRP              | Remplacé à partir du 9 février 1959 par Armand Barniaudy à la suite de sa nomination au gouvernement. Mandat écourté à la suite d'une dissolution parlementaire décidée par Charles de Gaulle.                           |
| IIe         | 6 décembre 1962 | 2 avril 1967      | Armand Barniaudy       | MRP puis CD      | |
| IIIe        | 3 avril 1967    | 30 mai 1968       | Émile Didier           | PRV              | Maire de Gap Mandat écourté à la suite d'une dissolution parlementaire décidée par Charles de Gaulle. |
| IVe         | 11 juillet 1968 | 26 septembre 1971 | Émile Didier           | PRV              | Maire de Gap Démissionne car élu au Sénat le 26 septembre 1971 Pierre Bernard-Reymond, nouveau 1er adjoint au maire de Gap, remporte l'élection partielle le 5 décembre 1971.                                            |
| IVe         | 5 décembre 1971 | 1er avril 1973    | Pierre Bernard-Reymond | CDP              | Maire de Gap Démissionne car élu au Sénat le 26 septembre 1971 Pierre Bernard-Reymond, nouveau 1er adjoint au maire de Gap, remporte l'élection partielle le 5 décembre 1971.                                            |
| Ve          | 2 avril 1973    | 2 avril 1978      | Pierre Bernard-Reymond | CDP puis UDF-CDS | 1er Adjoint au maire de Gap Remplacé à partir du 2 mai 1977 par René Serres à la suite de sa nomination au gouvernement.                                                                                                 |
| VIe         | 3 avril 1978    | 22 mai 1981       | Pierre Bernard-Reymond | UDF-CDS          | 1er Adjoint au maire de Gap Remplacé à partir du 11 octobre 1978 par René Serres à la suite de sa nomination au gouvernement. Mandat écourté à la suite d'une dissolution parlementaire décidée par François Mitterrand. |
| VIIe        | 2 juillet 1981  | 1er avril 1986    | Daniel Chevallier      | PS               | Maire de Veynes |
| VIIIe       | 2 avril 1986    | 14 mai 1988       | Aucun                  | Aucun            | Proportionnelle par département, pas de député par circonscription. Mandat écourté à la suite d'une dissolution parlementaire décidée par François Mitterrand.                                                           |
| IXe         | 23 juin 1988    | 1er avril 1993    | Daniel Chevallier      | PS               | Maire de Veynes |
| Xe          | 2 avril 1993    | 21 avril 1997     | Henriette Martinez     | RPR              | Maire de Laragne-Montéglin Mandat écourté à la suite d'une dissolution parlementaire décidée par Jacques Chirac. |
| XIe         | 12 juin 1997    | 18 juin 2002      | Daniel Chevallier      | PS               | Maire de Veynes |
| XIIe        | 19 juin 2002    | 19 juin 2007      | Henriette Martinez     | UMP              | Maire de Laragne-Montéglin |
| XIIIe       | 20 juin 2007    | 19 juin 2012      | Henriette Martinez     | UMP              | Maire de Laragne-Montéglin jusqu'en 2008 |
| XIVe        | 20 juin 2012    | 20 juin 2017      | Karine Berger          | PS               | Conseillère municipale de Gap à partir de 2014 |
| XVe         | 21 juin 2017    | 21 juin 2022      | Pascale Boyer          | LREM             | Conseillère départementale du canton de Gap-1 |
| XVIe        | 22 juin 2022    | 9 juin 2024       | Pascale Boyer          | LREM             | Mandat écourté à la suite d'une dissolution parlementaire décidée par Emmanuel Macron. |
| XVIIe       | 8 juillet 2024  | En cours          | Marie-José Allemand    | PS               | Conseillère municipale de Gap |

## Historique des élections

### Élections de 1958
| Candidat       | Candidat           | Parti          | Premier tour | Premier tour | Second tour | Second tour |  |
| Candidat       | Candidat           | Parti          | Voix         | %            | Voix        | %           |  |
| -------------- | ------------------ | -------------- | ------------ | ------------ | ----------- | ----------- |  |
|                | Robert Lecourt élu | MRP            | 4 681        | 21,57        | 7 355       | 31,31       |  |
|                | Gaston Julian      | PCF            | 4 406        | 20,3         | 5 424       | 23,09       |  |
|                | Joseph Richaud     | Radsoc         | 3 248        | 14,96        | 4 994       | 21,26       |  |
|                | Édouard Lamber     | UNR            | 3 055        | 14,07        | 5 718       | 24,34       |  |
|                | Roger Joisson      | CNIP           | 2 438        | 11,23        | Retrait     | Retrait     |  |
|                | Ernest Cazelles    | SFIO           | 2 433        | 11,21        | Retrait     | Retrait     |  |
|                | Émile Ailhaud      | Modérés        | 1 445        | 6,66         |             |             |  |
|                |                    |                |              |              |             |             |  |
| Inscrits       | Inscrits           | Inscrits       | 29 435       | 100,00       | 29 424      | 100,00      |  |
| Abstentions    | Abstentions        | Abstentions    | 7 051        | 23,95        | 5 571       | 18,93       |  |
| Votants        | Votants            | Votants        | 22 384       | 76,05        | 23 853      | 81,07       |  |
| Blancs et nuls | Blancs et nuls     | Blancs et nuls | 678          | 3,03         | 362         | 1,52        |  |
| Exprimés       | Exprimés           | Exprimés       | 21 706       | 96,97        | 23 491      | 98,48       |  |

Armand Barniaudy, agriculteur, maire de Lagrand, était le suppléant de Robert Lecourt. Armand Barniaudy devient député le 9 février 1959, en remplacement de Robert Lecourt, nommé membre du gouvernement.

### Élections de 1962
| Candidat       | Candidat                       | Parti          | Premier tour | Premier tour | Second tour | Second tour |  |
| Candidat       | Candidat                       | Parti          | Voix         | %            | Voix        | %           |  |
| -------------- | ------------------------------ | -------------- | ------------ | ------------ | ----------- | ----------- |  |
|                | Armand Barniaudy sortant réélu | MRP            | 4 960        | 25,36        | 8 106       | 34,94       |  |
|                | Gaston Julian                  | PCF            | 4 365        | 22,31        | 5 487       | 23,65       |  |
|                | Émile Didier                   | Radsoc         | 4 205        | 21,5         | 5 104       | 22          |  |
|                | Joseph Richaud                 | RI             | 2 597        | 13,28        | 4 504       | 19,41       |  |
|                | Bernard Le Calloc'h            | UNR-UDT        | 2 581        | 13,19        | Retrait     | Retrait     |  |
|                | Étienne Morel                  | PSU            | 854          | 4,37         |             |             |  |
|                |                                |                |              |              |             |             |  |
| Inscrits       | Inscrits                       | Inscrits       | 30 082       | 100,00       | 30 080      | 100,00      |  |
| Abstentions    | Abstentions                    | Abstentions    | 9 939        | 33,04        | 6 501       | 21,61       |  |
| Votants        | Votants                        | Votants        | 20 143       | 66,96        | 23 579      | 78,39       |  |
| Blancs et nuls | Blancs et nuls                 | Blancs et nuls | 581          | 2,88         | 378         | 1,6         |  |
| Exprimés       | Exprimés                       | Exprimés       | 19 562       | 97,12        | 23 201      | 98,4        |  |

Édouard Roux, commerçant à Gap était le suppléant d'Armand Barniaudy.

### Élections de 1967
| Candidat       | Candidat                 | Parti                     | Premier tour | Premier tour | Second tour | Second tour |  |
| Candidat       | Candidat                 | Parti                     | Voix         | %            | Voix        | %           |  |
| -------------- | ------------------------ | ------------------------- | ------------ | ------------ | ----------- | ----------- |  |
|                | Marcel Lesbros           | UD-Ve                     | 7 141        | 28,5         | 11 692      | 44,97       |  |
|                | Émile Didier élu         | FGDS (Radical)            | 5 709        | 22,79        | 14 308      | 55,03       |  |
|                | Gaston Julian            | PCF                       | 5 524        | 22,05        | Retrait     | Retrait     |  |
|                | Armand Barniaudy sortant | CD (PDM)                  | 4 632        | 18,49        | Retrait     | Retrait     |  |
|                | Jean Grandmont           | Divers droite (Gaulliste) | 1 679        | 6,7          |             |             |  |
|                | Marc Benedetti           | PSU                       | 367          | 1,46         |             |             |  |
|                |                          |                           |              |              |             |             |  |
| Inscrits       | Inscrits                 | Inscrits                  | 31 803       | 100,00       | 31 804      | 100,00      |  |
| Abstentions    | Abstentions              | Abstentions               | 6 243        | 19,63        | 5 034       | 15,83       |  |
| Votants        | Votants                  | Votants                   | 25 560       | 80,37        | 26 770      | 84,17       |  |
| Blancs et nuls | Blancs et nuls           | Blancs et nuls            | 508          | 1,99         | 770         | 2,88        |  |
| Exprimés       | Exprimés                 | Exprimés                  | 25 052       | 98,01        | 26 000      | 97,12       |  |

Roger Disdier, agriculteur, maire de Chabestan était suppléant d'Émile Didier.

### Élections de 1968
| Candidat       | Candidat                   | Parti                     | Premier tour | Premier tour | Second tour | Second tour |  |
| Candidat       | Candidat                   | Parti                     | Voix         | %            | Voix        | %           |  |
| -------------- | -------------------------- | ------------------------- | ------------ | ------------ | ----------- | ----------- |  |
|                | Émile Arrighi de Casanova  | UDR (URP)                 | 7 492        | 30,78        | 12 926      | 50          |  |
|                | Émile Didier sortant réélu | FGDS (Radical)            | 6 977        | 28,66        | 12 927      | 50          |  |
|                | Marcel Lesbros             | Divers droite (Gaulliste) | 5 205        | 21,38        | Retrait     | Retrait     |  |
|                | Gaston Julian              | PCF                       | 4 667        | 19,17        | Retrait     | Retrait     |  |
|                |                            |                           |              |              |             |             |  |
| Inscrits       | Inscrits                   | Inscrits                  | 31 761       | 100,00       | 31 748      | 100,00      |  |
| Abstentions    | Abstentions                | Abstentions               | 6 852        | 21,57        | 5 444       | 17,15       |  |
| Votants        | Votants                    | Votants                   | 24 909       | 78,43        | 26 304      | 82,85       |  |
| Blancs et nuls | Blancs et nuls             | Blancs et nuls            | 568          | 2,28         | 451         | 1,71        |  |
| Exprimés       | Exprimés                   | Exprimés                  | 24 341       | 97,72        | 25 853      | 98,29       |  |

Roger Disdier, agriculteur, maire de Chabestan était suppléant d'Émile Didier.

### Élection partielle du 28 novembre et du 4 décembre 1971
Émile Didier est élu sénateur le 26 septembre 1971.
| Candidat | Candidat                   | Parti          | Premier tour | Premier tour | Second tour | Second tour |  |
| Candidat | Candidat                   | Parti          | Voix         | %            | Voix        | %           |  |
| --- | -------------------------- | -------------- | ------------ | ------------ | ----------- | ----------- |  |
| | Pierre Bernard-Reymond élu | Divers droite  | 8 607        | 39,82        | 12 920      | 55,20       |  |
| | Gaston Julian              | PCF            | 5 586        | 25,85        | 10 487      | 44,80       |  |
| | Marcel Lesbros             | CNIP           | 3 620        | 16,75        |             |             |  |
| | Pierre Grimaud             | Divers gauche  | 3 433        | 15,88        |             |             |  |
| | Georges Chamboulive        | ON             | 367          | 1,70         |             |             |  |
| | Mustapha Chelha            | Sans étiquette | 0            | 0            |             |             |  |
| |                            |                |              |              |             |             |  |
| Inscrits | Inscrits                   | Inscrits       | 33 191       | 100,00       | 33 192      | 100,00      |  |
| Abstentions | Abstentions                | Abstentions    | 10 932       | 32,94        | 8 686       | 26,17       |  |
| Votants | Votants                    | Votants        | 22 259       | 67,06        | 24 506      | 73,83       |  |
| Blancs et nuls | Blancs et nuls             | Blancs et nuls | 646          | 2,9          | 1 099       | 4,48        |  |
| Exprimés | Exprimés                   | Exprimés       | 21 613       | 97,1         | 23 407      | 95,52       |  |
| Source : France, Ministère de l'intérieur. Les Elections législatives . Métropole., la Documentation française, 1974 (lire en ligne) |                            |                |              |              |             |             |  |

Le suppléant de Pierre Bernard-Reymond est René Serres, RI, exploitant de carrières, maire de La Roche-des-Arnauds.

### Élections de 1973
| Candidat       | Candidat                             | Parti          | Premier tour | Premier tour | Second tour | Second tour |  |
| Candidat       | Candidat                             | Parti          | Voix         | %            | Voix        | %           |  |
| -------------- | ------------------------------------ | -------------- | ------------ | ------------ | ----------- | ----------- |  |
|                | Pierre Bernard-Reymond sortant réélu | CDP (URP)      | 11 983       | 43,84        | 15 243      | 52,21       |  |
|                | Jacques Bonacossa                    | MRG (UGSD)     | 6 984        | 25,55        | 13 955      | 47,79       |  |
|                | Jean-Jacques Ferrero                 | PCF            | 5 276        | 19,3         | Retrait     | Retrait     |  |
|                | Pierre Roux                          | MR             | 2 555        | 9,35         |             |             |  |
|                | Roger Vieillard                      | LO             | 533          | 1,95         |             |             |  |
|                |                                      |                |              |              |             |             |  |
| Inscrits       | Inscrits                             | Inscrits       | 34 341       | 100,00       | 34 344      | 100,00      |  |
| Abstentions    | Abstentions                          | Abstentions    | 6 394        | 18,62        | 4 581       | 13,34       |  |
| Votants        | Votants                              | Votants        | 27 947       | 81,38        | 29 763      | 86,66       |  |
| Blancs et nuls | Blancs et nuls                       | Blancs et nuls | 616          | 2,2          | 565         | 1,9         |  |
| Exprimés       | Exprimés                             | Exprimés       | 27 331       | 97,8         | 29 198      | 98,1        |  |

René Serres, maire de La Roche-des-Arnauds, était le suppléant de Pierre Bernard-Reymond. René Serres remplaça Pierre Bernard-Reymond, nommé membre du gouvernement, du 2 mai 1977 au 2 avril 1978.

### Élections de 1978
| Candidat       | Candidat                             | Parti          | Premier tour | Premier tour | Second tour | Second tour |  |
| Candidat       | Candidat                             | Parti          | Voix         | %            | Voix        | %           |  |
| -------------- | ------------------------------------ | -------------- | ------------ | ------------ | ----------- | ----------- |  |
|                | Pierre Bernard-Reymond sortant réélu | UDF (CDS)      | 15 154       | 46,42        | 18 055      | 53          |  |
|                | Jacques Bonacossa                    | MRG            | 9 456        | 28,97        | 16 011      | 47          |  |
|                | Jean-Jacques Ferrero                 | PCF            | 6 250        | 19,15        | Retrait     | Retrait     |  |
|                | Jacques Plasseraud                   | RPR            | 1 076        | 3,3          |             |             |  |
|                | Jean Ratte                           | LO             | 495          | 1,52         |             |             |  |
|                | Angèle Bellini                       | PFN            | 213          | 0,65         |             |             |  |
|                | Gérard Rolland                       | Régionaliste   | 0            | 0            |             |             |  |
|                |                                      |                |              |              |             |             |  |
| Inscrits       | Inscrits                             | Inscrits       | 39 435       | 100,00       | 39 457      | 100,00      |  |
| Abstentions    | Abstentions                          | Abstentions    | 6 112        | 15,5         | 4 704       | 11,92       |  |
| Votants        | Votants                              | Votants        | 33 323       | 84,5         | 34 753      | 88,08       |  |
| Blancs et nuls | Blancs et nuls                       | Blancs et nuls | 679          | 2,04         | 687         | 1,98        |  |
| Exprimés       | Exprimés                             | Exprimés       | 32 644       | 97,96        | 34 066      | 98,02       |  |

René Serres était le suppléant de Pierre Bernard-Reymond. René Serres remplaça Pierre Bernard-Reymond, nommé membre du gouvernement, du 11 septembre 1978 au 22 mai 1981.

### Élections de 1981
| Candidat       | Candidat                       | Parti          | Premier tour | Premier tour | Second tour | Second tour |  |
| Candidat       | Candidat                       | Parti          | Voix         | %            | Voix        | %           |  |
| -------------- | ------------------------------ | -------------- | ------------ | ------------ | ----------- | ----------- |  |
|                | Pierre Bernard-Reymond sortant | UDF (CDS)      | 14 167       | 46,60        | 16 026      | 47,17       |  |
|                | Daniel Chevallier élu          | PS             | 11 484       | 37,78        | 17 946      | 52,83       |  |
|                | Jean-Jacques Ferrero           | PCF            | 4 558        | 14,99        |             |             |  |
|                | Henri Pernot                   | FRP            | 190          | 0,63         |             |             |  |
|                |                                |                |              |              |             |             |  |
| Inscrits       | Inscrits                       | Inscrits       | 41 359       | 100,00       | 41 351      | 100,00      |  |
| Abstentions    | Abstentions                    | Abstentions    | 10 513       | 25,42        | 6 920       | 16,73       |  |
| Votants        | Votants                        | Votants        | 30 846       | 74,58        | 34 431      | 83,27       |  |
| Blancs et nuls | Blancs et nuls                 | Blancs et nuls | 447          | 1,45         | 459         | 1,33        |  |
| Exprimés       | Exprimés                       | Exprimés       | 30 399       | 98,55        | 33 972      | 98,67       |  |

Jean-Louis Silvestre, ingénieur à Gap, était le suppléant de Daniel Chevallier.

### Élections de 1988
| Candidat       | Candidat                        | Parti           | Premier tour | Premier tour | Second tour | Second tour |  |
| Candidat       | Candidat                        | Parti           | Voix         | %            | Voix        | %           |  |
| -------------- | ------------------------------- | --------------- | ------------ | ------------ | ----------- | ----------- |  |
|                | Pierre Bernard-Reymond sortant  | UDF (CDS) (URC) | 13 981       | 44,14        | 17 510      | 49,59       |  |
|                | Daniel Chevallier sortant réélu | PS              | 13 184       | 41,62        | 17 798      | 50,41       |  |
|                | Jean-Jacques Ferrero            | PCF             | 2 369        | 7,48         |             |             |  |
|                | Alain Marcoux                   | FN              | 2 143        | 6,77         |             |             |  |
|                |                                 |                 |              |              |             |             |  |
| Inscrits       | Inscrits                        | Inscrits        | 45 444       | 100,00       | 45 429      | 100,00      |  |
| Abstentions    | Abstentions                     | Abstentions     | 13 111       | 28,85        | 9 264       | 20,39       |  |
| Votants        | Votants                         | Votants         | 32 333       | 71,15        | 36 165      | 79,61       |  |
| Blancs et nuls | Blancs et nuls                  | Blancs et nuls  | 656          | 2,03         | 857         | 2,37        |  |
| Exprimés       | Exprimés                        | Exprimés        | 31 677       | 97,97        | 35 308      | 97,63       |  |

Georges Graglia, médecin à Gap, était suppléant de Daniel Chevallier.

### Élections de 1993
| Candidat       | Candidat                  | Parti          | Premier tour | Premier tour | Second tour | Second tour |  |
| Candidat       | Candidat                  | Parti          | Voix         | %            | Voix        | %           |  |
| -------------- | ------------------------- | -------------- | ------------ | ------------ | ----------- | ----------- |  |
|                | Henriette Martinez élue   | RPR            | 8 890        | 27,3         | 17 588      | 52,34       |  |
|                | Daniel Chevallier sortant | PS (ADFP)      | 8 410        | 25,83        | 16 013      | 47,66       |  |
|                | Jean-Claude Chappa        | UDF (CDS)      | 5 703        | 17,51        |             |             |  |
|                | Martine Lelièvre-Maaziz   | FN             | 3 057        | 9,39         |             |             |  |
|                | Christine Roux            | Les Verts (EÉ) | 2 646        | 8,13         |             |             |  |
|                | Jean-Jacques Ferrero      | PCF            | 2 544        | 7,81         |             |             |  |
|                | Henri Royer               | LT-LNÉ         | 699          | 2,15         |             |             |  |
|                | Jacques Daudon            | Divers         | 364          | 1,12         |             |             |  |
|                | Daniel Masse              | PLN            | 147          | 0,45         |             |             |  |
|                | Jean-Pierre Blache        | Extrême gauche | 103          | 0,45         |             |             |  |
|                |                           |                |              |              |             |             |  |
| Inscrits       | Inscrits                  | Inscrits       | 47 940       | 100,00       | 47 940      | 100,00      |  |
| Abstentions    | Abstentions               | Abstentions    | 13 536       | 28,24        | 12 002      | 25,04       |  |
| Votants        | Votants                   | Votants        | 34 404       | 71,76        | 35 938      | 74,96       |  |
| Blancs et nuls | Blancs et nuls            | Blancs et nuls | 1 841        | 5,35         | 2 337       | 6,5         |  |
| Exprimés       | Exprimés                  | Exprimés       | 32 563       | 94,65        | 33 601      | 93,5        |  |

Robert Espitallier, pharmacien à Ancelle était le suppléant d'Henriette Martinez.

### Élections de 1997
| Candidat       | Candidat                    | Parti          | Premier tour | Premier tour | Second tour | Second tour |  |
| Candidat       | Candidat                    | Parti          | Voix         | %            | Voix        | %           |  |
| -------------- | --------------------------- | -------------- | ------------ | ------------ | ----------- | ----------- |  |
|                | Henriette Martinez sortante | RPR            | 11 027       | 34,11        | 17 094      | 48,74       |  |
|                | Daniel Chevallier élu       | PS             | 10 230       | 31,65        | 17 976      | 51,26       |  |
|                | Michel Mattei               | FN             | 3 907        | 12,09        |             |             |  |
|                | Florence Vercueil           | PCF            | 3 342        | 10,34        |             |             |  |
|                | Patrick Marsauche           | Les Verts      | 1 703        | 7,61         |             |             |  |
|                | Claude Arnaud               | LDI (MPF)      | 935          | 2,89         |             |             |  |
|                | Lina Chelli                 | GÉ             | 562          | 1,74         |             |             |  |
|                | Corinne Leo                 | LT-LNÉ         | 484          | 1,5          |             |             |  |
|                | Daniel Masse                | PLN            | 137          | 0,42         |             |             |  |
|                |                             |                |              |              |             |             |  |
| Inscrits       | Inscrits                    | Inscrits       | 48 952       | 100,00       | 48 951      | 100,00      |  |
| Abstentions    | Abstentions                 | Abstentions    | 14 656       | 29,94        | 11 593      | 23,68       |  |
| Votants        | Votants                     | Votants        | 34 296       | 70,06        | 37 358      | 76,32       |  |
| Blancs et nuls | Blancs et nuls              | Blancs et nuls | 1 969        | 5,74         | 2 288       | 6,12        |  |
| Exprimés       | Exprimés                    | Exprimés       | 32 327       | 94,26        | 35 070      | 93,88       |  |

Le suppléant de Daniel Chevallier était Georges Mas, surveillant des services hospitaliers, conseiller général du canton d'Orpierre, maire de Trescléoux.

### Élections de 2002
| Candidat       | Candidat                  | Parti             | Premier tour | Premier tour | Second tour | Second tour |  |
| Candidat       | Candidat                  | Parti             | Voix         | %            | Voix        | %           |  |
| -------------- | ------------------------- | ----------------- | ------------ | ------------ | ----------- | ----------- |  |
|                | Daniel Chevallier sortant | PS                | 10 200       | 28,51        | 15 847      | 47,3        |  |
|                | Henriette Martinez élue   | UMP               | 8 337        | 23,3         | 17 655      | 52,7        |  |
|                | Jean-Michel Arnaud        | UDF               | 5 876        | 16,42        |             |             |  |
|                | Martine Lelièvre-Maaziz   | FN                | 2 785        | 7,78         |             |             |  |
|                | Jean-Louis Geiger         | diss. UDF         | 2 723        | 7,61         |             |             |  |
|                | Jean-Jacques Ferrero      | PCF               | 1 691        | 4,73         |             |             |  |
|                | Marie-Christine Bouchez   | Les Verts         | 1 063        | 2,97         |             |             |  |
|                | Patrick Faure             | CPNT              | 862          | 2,41         |             |             |  |
|                | Gérard Leroy              | LCR               | 515          | 1,44         |             |             |  |
|                | Nathalie Devant           | MNR               | 340          | 0,95         |             |             |  |
|                | Michel Boulfroy           | Extrême droite    | 320          | 0,89         |             |             |  |
|                | Élisabeth Thomas          | LO                | 243          | 0,68         |             |             |  |
|                | Sophie Martin             | Divers écologiste | 226          | 0,63         |             |             |  |
|                | Jacques Daudon            | Divers            | 220          | 0,61         |             |             |  |
|                | Chantal Zurfluh           | MÉI               | 174          | 0,49         |             |             |  |
|                | Christine Minéo           | GÉ                | 94           | 0,26         |             |             |  |
|                | Anne-Marie Janczak        | Divers            | 66           | 0,18         |             |             |  |
|                | Anita Gimenez             | CNIP              | 48           | 0,13         |             |             |  |
|                |                           |                   |              |              |             |             |  |
| Inscrits       | Inscrits                  | Inscrits          | 52 844       | 100,00       | 52 838      | 100,00      |  |
| Abstentions    | Abstentions               | Abstentions       | 16 190       | 30,64        | 17 463      | 33,05       |  |
| Votants        | Votants                   | Votants           | 36 654       | 69,36        | 35 375      | 66,95       |  |
| Blancs et nuls | Blancs et nuls            | Blancs et nuls    | 871          | 2,38         | 1 873       | 5,29        |  |
| Exprimés       | Exprimés                  | Exprimés          | 35 783       | 97,62        | 33 502      | 94,71       |  |

Le suppléant d'Henriette Martinez était Jean-François Rebiffé, directeur de la Mission Jeunes des Hautes-Alpes, de Gap.

### Élections de 2007
| Candidat       | Candidat                           | Parti               | Premier tour | Premier tour | Second tour | Second tour |  |
| Candidat       | Candidat                           | Parti               | Voix         | %            | Voix        | %           |  |
| -------------- | ---------------------------------- | ------------------- | ------------ | ------------ | ----------- | ----------- |  |
|                | Henriette Martinez sortante réélue | UMP                 | 14 736       | 39,81        | 18 621      | 51,77       |  |
|                | Karine Berger                      | PS                  | 7 972        | 21,54        | 17 345      | 48,23       |  |
|                | Jean-Michel Arnaud                 | UDF–MoDem           | 6 244        | 16,87        |             |             |  |
|                | Jean-Claude Eyraud                 | Extrême gauche (GA) | 3 434        | 9,28         |             |             |  |
|                | Marie Tarbouriech                  | Les Verts           | 1 269        | 3,43         |             |             |  |
|                | Martine Lelièvre                   | FN                  | 1 093        | 2,95         |             |             |  |
|                | Patrick Faure                      | CPNT                | 682          | 1,84         |             |             |  |
|                | Marcelle Schwendemann              | MÉI                 | 359          | 0,97         |             |             |  |
|                | Colette Faure                      | MPF                 | 339          | 0,92         |             |             |  |
|                | Élisabeth Thomas                   | LO                  | 306          | 0,83         |             |             |  |
|                | Brigitte Krief                     | Divers              | 249          | 0,67         |             |             |  |
|                | Aurore Leforestier                 | MNR                 | 142          | 0,38         |             |             |  |
|                | Denis Dupré                        | Divers écologiste   | 135          | 0,36         |             |             |  |
|                | Jacques Daudon                     | Divers              | 57           | 0,15         |             |             |  |
|                |                                    |                     |              |              |             |             |  |
| Inscrits       | Inscrits                           | Inscrits            | 57 668       | 100,00       | 57 664      | 100,00      |  |
| Abstentions    | Abstentions                        | Abstentions         | 19 891       | 34,49        | 20 181      | 35          |  |
| Votants        | Votants                            | Votants             | 37 777       | 65,51        | 37 483      | 65          |  |
| Blancs et nuls | Blancs et nuls                     | Blancs et nuls      | 760          | 2,01         | 1 517       | 4,05        |  |
| Exprimés       | Exprimés                           | Exprimés            | 37 017       | 97,99        | 35 966      | 95,95       |  |

Le suppléant d'Henriette Martinez était Jean Cointe, chef d'entreprise à Gap.

### Élections de 2012
| Candidat       | Candidat           | Parti           | Premier tour | Premier tour | Second tour | Second tour |  |
| Candidat       | Candidat           | Parti           | Voix         | %            | Voix        | %           |  |
| -------------- | ------------------ | --------------- | ------------ | ------------ | ----------- | ----------- |  |
|                | Karine Berger élue | PS              | 10 181       | 29,92        | 17 804      | 54,71       |  |
|                | Jean Cointe        | UMP             | 9 206        | 27,05        | 14 738      | 45,29       |  |
|                | Élodie Monier      | FN              | 4 999        | 14,69        |             |             |  |
|                | Guy Blanc          | Divers gauche   | 3 650        | 10,73        |             |             |  |
|                | Jean-Claude Eyraud | FG (FASE) (PCF) | 3 404        | 10,00        |             |             |  |
|                | Bernard Derbez     | EÉLV            | 1 315        | 3,86         |             |             |  |
|                | Thierry Pajot      | CpF (MoDem)     | 630          | 1,85         |             |             |  |
|                | Danielle Fay       | DLR             | 264          | 0,78         |             |             |  |
|                | Guy Hadji          | AÉI             | 154          | 0,45         |             |             |  |
|                | Jacques Daudon     | RIC             | 121          | 0,36         |             |             |  |
|                | Fabrice Rosay      | LO              | 107          | 0,31         |             |             |  |
|                |                    |                 |              |              |             |             |  |
| Inscrits       | Inscrits           | Inscrits        | 56 120       | 100,00       | 56 125      | 100,00      |  |
| Abstentions    | Abstentions        | Abstentions     | 21 482       | 38,28        | 22 015      | 39,22       |  |
| Votants        | Votants            | Votants         | 34 638       | 61,72        | 34 110      | 60,78       |  |
| Blancs et nuls | Blancs et nuls     | Blancs et nuls  | 607          | 1,75         | 1 568       | 4,6         |  |
| Exprimés       | Exprimés           | Exprimés        | 34 031       | 98,25        | 32 542      | 95,4        |  |

La suppléante de Karine Berger était Christine Nivou, laborantine, maire de Veynes.

### Élections de 2017
|                                                                               |                                                                   |                           |                           |                          |                          |
|                                                                               |                                                                   | Premier tour 11 juin 2017 | Premier tour 11 juin 2017 | Second tour 18 juin 2017 | Second tour 18 juin 2017 |
|                                                                               |                                                                   |                           |                           |                          |                          |
|                                                                               |                                                                   | Nombre                    | % des inscrits            | Nombre                   | % des inscrits           |
| Inscrits                                                                      | Inscrits                                                          | 57 757                    | 100,00                    | 57 741                   | 100,00                   |
| Abstentions                                                                   | Abstentions                                                       | 27 988                    | 48,46                     | 32 607                   | 56,47                    |
| Votants                                                                       | Votants                                                           | 29 769                    | 51,54                     | 25 134                   | 43,53                    |
|                                                                               |                                                                   |                           | % des votants             |                          | % des votants            |
| Bulletins blancs                                                              | Bulletins blancs                                                  | 575                       | 1,93                      | 2 957                    | 11,76                    |
| Bulletins nuls                                                                | Bulletins nuls                                                    | 200                       | 0,67                      | 1 199                    | 4,77                     |
| Suffrages exprimés                                                            | Suffrages exprimés                                                | 28 994                    | 97,40                     | 20 978                   | 83,46                    |
|                                                                               |                                                                   |                           |                           |                          |                          |
| Candidat Étiquette politique (partis et alliances)                            | Candidat Étiquette politique (partis et alliances)                | Voix                      | % des exprimés            | Voix                     | % des exprimés           |
|                                                                               |                                                                   |                           |                           |                          |                          |
|                                                                               | Pascale Boyer La République en marche !                           | 9 258                     | 31,93                     | 12 150                   | 57,92                    |
|                                                                               | Catherine Asso Les Républicains                                   | 4 084                     | 14,09                     | 8 828                    | 42,08                    |
|                                                                               | Patrick Deroin Front national                                     | 3 938                     | 13,58                     |                          |                          |
|                                                                               | Éléonore Flandin La France insoumise                              | 3 548                     | 12,24                     |                          |                          |
|                                                                               | Karine Berger (députée sortante) Parti socialiste                 | 3 320                     | 11,45                     |                          |                          |
|                                                                               | Jean-Marc Passeron Divers gauche                                  | 2 317                     | 7,99                      |                          |                          |
|                                                                               | Pierre Villard Parti communiste français                          | 884                       | 3,05                      |                          |                          |
|                                                                               | Jean-Pierre Coyret Divers droite                                  | 547                       | 1,89                      |                          |                          |
|                                                                               | Chantal Sarrut Confédération pour l'homme, l'animal et la planète | 427                       | 1,47                      |                          |                          |
|                                                                               | Marcelle Buchlin-Schwendemann Alliance écologiste indépendante    | 314                       | 1,08                      |                          |                          |
|                                                                               | Brigitte Bourg Union populaire républicaine                       | 197                       | 0,68                      |                          |                          |
|                                                                               | Boris Guignard Lutte ouvrière                                     | 160                       | 0,55                      |                          |                          |
| Source : Ministère de l'Intérieur - Première circonscription des Hautes-Alpes |                                                                   |                           |                           |                          |                          |

Le suppléant de Pascale Boyer était Gérard Renoy, vétérinaire à Tallard.

### Élections de 2022
| Résultats des élections législatives des 12 et 19 juin 2022 de la 1re circonscription des Hautes-Alpes |                          |                          |                          |              |              |             |             |
| Candidat                                                                                               | Candidat                 | Parti et coalition       | Nuance                   | Premier tour | Premier tour | Second tour | Second tour |
| Candidat                                                                                               | Candidat                 | Parti et coalition       | Nuance                   | Voix         | %            | Voix        | %           |
| | Michel Philippo,         | LFI (NUPES)              | NUP                      | 8 562        | 28,27        | 13 568      | 49,64       |
| | Pascale Boyer            | LREM (ENS)               | ENS                      | 7 543        | 24,90        | 13 767      | 50,36       |
| | Eric Sarlin              | RN                       | RN                       | 6 552        | 21,63        |             |             |
| | Kévin Para               | LR (UDC)                 | LR                       | 3 803        | 12,56        |             |             |
| | Patricia Hours           | REC                      | REC                      | 1 116        | 3,68         |             |             |
| | Christine Gamerre        | LT-LNE (TUPV)            | ECO                      | 629          | 2,08         |             |             |
| | Camille Herbaut          | DLF (UPF)                | DSV                      | 577          | 1,90         |             |             |
| | Roland Scaramozzino      | EAC                      | ECO                      | 506          | 1,67         |             |             |
| | Véronique Buisson        | LO                       | DXG                      | 415          | 1,37         |             |             |
| | Fabienne Pratali         | PA                       | ECO                      | 318          | 1,05         |             |             |
| | Lise Recotillet          | OLP (RPS)                | REG                      | 268          | 0,88         |             |             |
| |                          |                          |                          |              |              |             |             |
| Votes valides                                                                                          | Votes valides            | Votes valides            | Votes valides            | 30 289       | 97,22        | 27 336      | 89,55       |
| Votes blancs                                                                                           | Votes blancs             | Votes blancs             | Votes blancs             | 592          | 1,90         | 2 170       | 7,11        |
| Votes nuls                                                                                             | Votes nuls               | Votes nuls               | Votes nuls               | 274          | 0,88         | 1 021       | 3,34        |
| Total                                                                                                  | Total                    | Total                    | Total                    | 31 155       | 100          | 30 527      | 100         |
| Abstention                                                                                             | Abstention               | Abstention               | Abstention               | 28 488       | 47,76        | 29 120      | 48,82       |
| Inscrits / participation                                                                               | Inscrits / participation | Inscrits / participation | Inscrits / participation | 59 643       | 52,24        | 59 647      | 51,18       |

Le suppléant de Pascale Boyer était Nicolas Richier, arboriculteur, premier adjoint au maire de Vitrolles.

### Elections de 2024
| Résultats des élections législatives des 30 juin et 7 juillet 2024 de la 1re circonscription des Hautes-Alpes |                          |                          |                          |              |              |             |             |
| Candidat | Candidat                 | Parti et coalition       | Nuance                   | Premier tour | Premier tour | Second tour | Second tour |
| Candidat | Candidat                 | Parti et coalition       | Nuance                   | Voix         | %            | Voix        | %           |
| | Jérôme Sainte-Marie      | RN                       | RN                       | 15 772       | 38,24        | 18 955      | 48,36       |
| | Marie-José Allemand      | PS (NFP)                 | UG                       | 12 568       | 30,47        | 20 242      | 51,64       |
| | Pascale Boyer            | RE (ENS)                 | ENS                      | 9 312        | 22,58        | Retrait     | Retrait     |
| | Dorian Deininger         | LR                       | LR                       | 2 949        | 7,15         |             |             |
| | Véronique Buisson        | LO                       | EXG                      | 643          | 1,56         |             |             |
| |                          |                          |                          |              |              |             |             |
| Votes valides                                                                                                 | Votes valides            | Votes valides            | Votes valides            | 41 244       | 97,01        | 39 197      | 91,37       |
| Votes blancs                                                                                                  | Votes blancs             | Votes blancs             | Votes blancs             | 815          | 1,92         | 2 698       | 6,29        |
| Votes nuls | Votes nuls               | Votes nuls               | Votes nuls               | 457          | 1,07         | 1 005       | 2,34        |
| Total | Total                    | Total                    | Total                    | 42 516       | 100          | 42 900      | 100         |
| Abstention | Abstention               | Abstention               | Abstention               | 17 531       | 29,20        | 17 157      | 28,57       |
| Inscrits / participation                                                                                      | Inscrits / participation | Inscrits / participation | Inscrits / participation | 60 047       | 70,80        | 60 057      | 71,43       |

Le suppléant de Marie-José Allemand est Lionel Tardy, app.PCF, cadre de la fonction publique, maire de Rosans.

#### Département des Hautes-Alpes
- La fiche de l'INSEE de cette circonscription : « Tableaux et Analyses de la première circonscription des Hautes-Alpes », sur insee.fr, site de l'Institut National de la Statistique et des Études Économiques (consulté le 29 septembre 2007) [PDF]
- « Tous les députés du département des Hautes-Alpes depuis 1789 », sur assemblee-nationale.fr, site de l'Assemblée nationale française (consulté le 29 septembre 2007)
- « Informations contentieuses sur le département des Hautes-Alpes (Élections législatives de 2002) »(Archive.org • Wikiwix • Archive.is • Google • Que faire ?), sur conseil-constitutionnel.fr, site du Conseil constitutionnel (consulté le 29 septembre 2007)

#### Circonscriptions en France
- « Carte des circonscriptions législatives en France », sur assemblee-nationale.fr, site de l'Assemblée nationale française (consulté le 29 septembre 2007)
- « Résultats électoraux officiels en France »(Archive.org • Wikiwix • Archive.is • Google • Que faire ?), sur interieur.gouv.fr, site du ministère de l'Intérieur (France) (consulté le 29 septembre 2007)
- Description et Atlas des circonscriptions électorales de France sur http://www.atlaspol.com, Atlaspol, site de cartographie géopolitique, consulté le 29 septembre 2007.